# Antonio Bravo (actor)
Antonio Bravo (Madrid, 12 de mayo de 1906-Cuernavaca, 28 de febrero de 1992) fue un actor hispanomexicano.

## Biografía y carrera
Antonio Bravo nacido en Madrid en 1906. A los 15 años fue nombrado director de la sección juvenil del cuadro artístico de la compañía española de teatro María Guerrero y, como galán cómico y joven, cosechó muchos éxitos en diversas salas españolas, cubanas y marroquíes. Asimismo, actuó con diversas compañías teatrales en Sudamérica y Centroamérica.
El actor, y su hermano Agustín, llegaron a México en 1933 y actuó en prácticamente todos los teatros de este país, con las compañías de Fernando Soler, Virginia Fábregas, María Tereza Montoya y Hermanas Blanch, así como con la suya, en la que fue el primer actor y director.

## Filmografía selecta
- México bonito (1938)
- La fuga (1944)
- San Francisco de de Asís (1944)
- Señora tentación (1948)
- El gran Calavera (1949)
- San Felipe de Jesús (1949)
- Una gallega baila mambo (1951)
- La rosa blanca (1954)
- Abajo el telón (1955)
- Unas cuantas Bebidas (1958)
- El esqueleto de la señora Morales (1960)
- Las Rosas de Milagro (1960)
- Amor en las Sombras (1960)
- Mi madre es culpable (1960)
- El ángel exterminador (1962)
- Entre pobretones y ricachones (1973)
- Los ricos también lloran (1979-80) .... Luis de la Parra